# 米朝関係
米朝関係（べいちょうかんけい、英語: United States-North Korea Relations）では、アメリカと朝鮮半島の軍事境界線から北に位置する北朝鮮との国際関係について述べる。

## 概要
米朝関係は歴史的に敵対的であり、朝鮮戦争が始まる前から発展してきた。近年の関係は主に北朝鮮が行った6回の核実験・数千マイル離れた対象の攻撃を可能にする長距離弾道ミサイルの開発及び現在も続いている核兵器または通常兵器によるアメリカ・韓国への攻撃の脅威によって特徴づけられる。元大統領のジョージ・W・ブッシュは、大統領在任時にその核攻撃力の脅威から、北朝鮮を「悪の枢軸」の一角であると発言した。

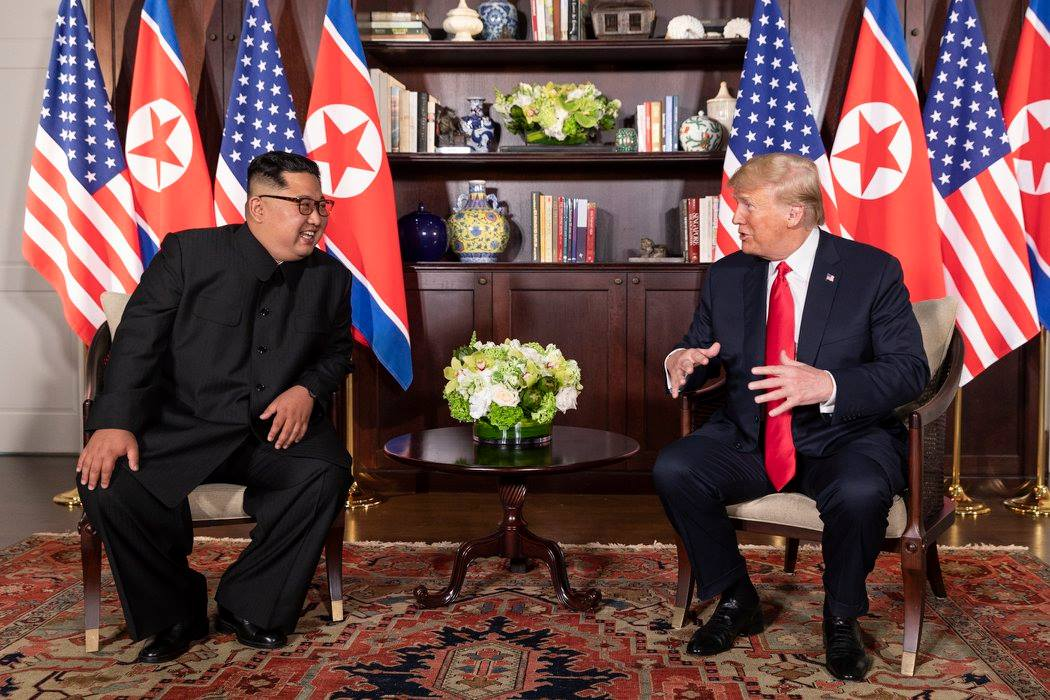
アメリカ大統領のドナルド・トランプ（右）と朝鮮労働党委員長の金正恩（左）（第1回米朝首脳会談にて）

アメリカと北朝鮮は2018年6月の首脳会談後、正式な国交正常化に向けた作業を一部開始した。スウェーデンは北朝鮮におけるアメリカの権益を保護する利益代表国の役割を果たしている。朝鮮戦争以後、アメリカは韓国において強力な軍事プレゼンスを維持してきた。しかしながら、アメリカは法的には韓国を朝鮮半島を代表する唯一の国家であるとみなしている。
アメリカ軍が韓国を防衛することに対するアメリカ国民の支持は着実に高まっており、1990年にはわずか26%に過ぎなかったが、現在は約2.5倍の62%が韓国防衛を支持している。2017年の時点では、アメリカ人の多くもまた韓国大統領の文在寅に対して肯定的に捉えている。
2015年にギャラップ社が行った世論調査によると、北朝鮮を肯定的に捉えるアメリカ人はわずか9%に過ぎず、87%のアメリカ人が否定的に捉えている。2014年にBBCが行った世論調査によると、北朝鮮が世界に好影響を与えていると回答したアメリカ人はわずか4%で、90%のアメリカ人が北朝鮮が世界に悪影響を与えていると答え、北朝鮮が世界において最も否定的に捉えられている国家のひとつであることを示した。
北朝鮮がかつて思われていた以上の早さで核開発計画を進めていたことが明らかになった後、2017年1月20日にドナルド・トランプが大統領に就任すると、両国間の緊張は著しく高まり、両国は互いへの激しい非難の応酬を繰り返した。非難の増幅（とトランプの北朝鮮に対するより攻撃的なアプローチ）・ミサイル実験と朝鮮半島における軍事プレゼンスの増大は核問題の思惑を一層激しくした。
大規模な衝突の恐れもあったが、2018年3月8日にホワイトハウスが金正恩からの会談の申し出を受け入れたことを確認すると、緊張は緩和し始めた。その時会談は5月に行われる予定だった。2018年5月15日、北朝鮮はアメリカと韓国が軍事演習を行ったことに触れ、韓国との対話を中止し、予定していた米朝首脳会談もキャンセルすると脅迫した。このキャンセルはトランプが金正恩からいつもとは違う友好的な返事を受け取ったことにより覆された。2018年6月12日、トランプと金正恩は両国の最高指導者としては史上初となる首脳会談をシンガポールで行った。首脳会談で2人の指導者はいくつかの対話を行うことを約束し、安全保障及び地域の安定と平和の維持を呼びかけるシンガポール共同宣言に署名した。

## 国の比較
|                | アメリカ                              | 北朝鮮                                      |
| 人口           | 3億2472万2539万4500人                 | 2539万4500人                                |
| 面積           | 962万8000㎢                           | 12万540㎢                                   |
| 首都           | ワシントンD.C.                        | 平壌                                        |
| 最大都市       | ニューヨーク                          | 平壌                                        |
| 政治形態       | 大統領制 連邦共和国                   | 主体思想 全体主義 一党独裁制 社会主義共和国 |
| 建国時の指導者 | ジョージ・ワシントン大統領            | 金日成総書記                                |
| 現在の指導者   | ドナルド・トランプ大統領              | 金正恩総書記                                |
| 公用語         | 英語 (事実上、連邦政府としては無し)   | 朝鮮語                                      |
| 名目GDP        | 18兆5500億ドル(一人当たり5万7230ドル) | 154億ドル (一人当たり621ドル )              |

## 歴史
主に東西冷戦時代の政治の副産物である両国間の敵意は未だに残っているが、米朝間のそうした紛争や憎しみの感情は早くからあった。19世紀中頃、李氏朝鮮は西洋列強に交易の門戸を閉ざしていた。1866年に勃発したジェネラル・シャーマン号事件では、李氏朝鮮が通商条約の交渉のために送られたアメリカの武装商船の入国を拒否した後、両国が戦火を交え、朝鮮民衆の攻撃により、ジェネラル・シャーマン号の乗組員が殺害された。その後アメリカは報復を行い、1871年に辛未洋擾が発生した。
米朝両国は1882年に完全な通商関係を築いた。1905年にアメリカが日露戦争の講和を仲介したとき、関係は再び悪化した。日本は朝鮮を自国の勢力下に置くことを受け入れるようアメリカに求め、5年後に併合したとき、アメリカはこれに反対しなかった。朝鮮の国家主義者たちは第一次世界大戦終結に際してアメリカ大統領のウッドロウ・ウィルソンが民族自決の原則を提唱し、ヴェルサイユ条約を締結したパリ講和会議に赴き、アメリカに支援を嘆願したが成功しなかった。

### 冷戦

#### アメリカによる南朝鮮統治時代の関係（1945年 - 1948年）
1945年の第二次世界大戦終結後、連合国は暫定措置として朝鮮半島を38°線で分断した。しかし、米ソ関係の悪化により再統一は妨げられた。在朝鮮アメリカ陸軍司令部軍政庁による南朝鮮（後の韓国）統治時代、北朝鮮側の米朝関係はソ連の軍事政権が主導していた。
日本による統治は終わり、ソ連軍による軍政の下、北朝鮮臨時人民委員会によって間接統治が為されたこの時代の北朝鮮はソ連による圧力のため、アメリカを公然と非難し、アメリカに対する否定的な捉え方が形成され始めた。しかし、数人のアメリカの閣僚と使節は彼らが共産主義政権によって粛清されるまではこの時代でも活動的だった。

#### 朝鮮民主主義人民共和国の成立から朝鮮戦争までの関係
1948年8月15日の韓国大統領の李承晩による大韓民国建国後、同1948年9月9日に北朝鮮首相の金日成は朝鮮民主主義人民共和国の建国を宣言した。彼はソ連の承認をとりつけたがアメリカからは承認を得られなかった。アメリカは北朝鮮を外交的に承認せず、現在もなお承認していない。
1948年以後金日成によりアメリカは日本帝国主義の後継者であると主張する今でも使われている反米のレトリックが激しく唱えられ、朝鮮半島から多くのアメリカ軍が撤退した。1950年にアメリカは北朝鮮に対して1917年の対敵国貿易法を適用して経済制裁を科し、2008年まで続けられた。

#### 朝鮮戦争期（1950年6月25日から1953年7月27日）

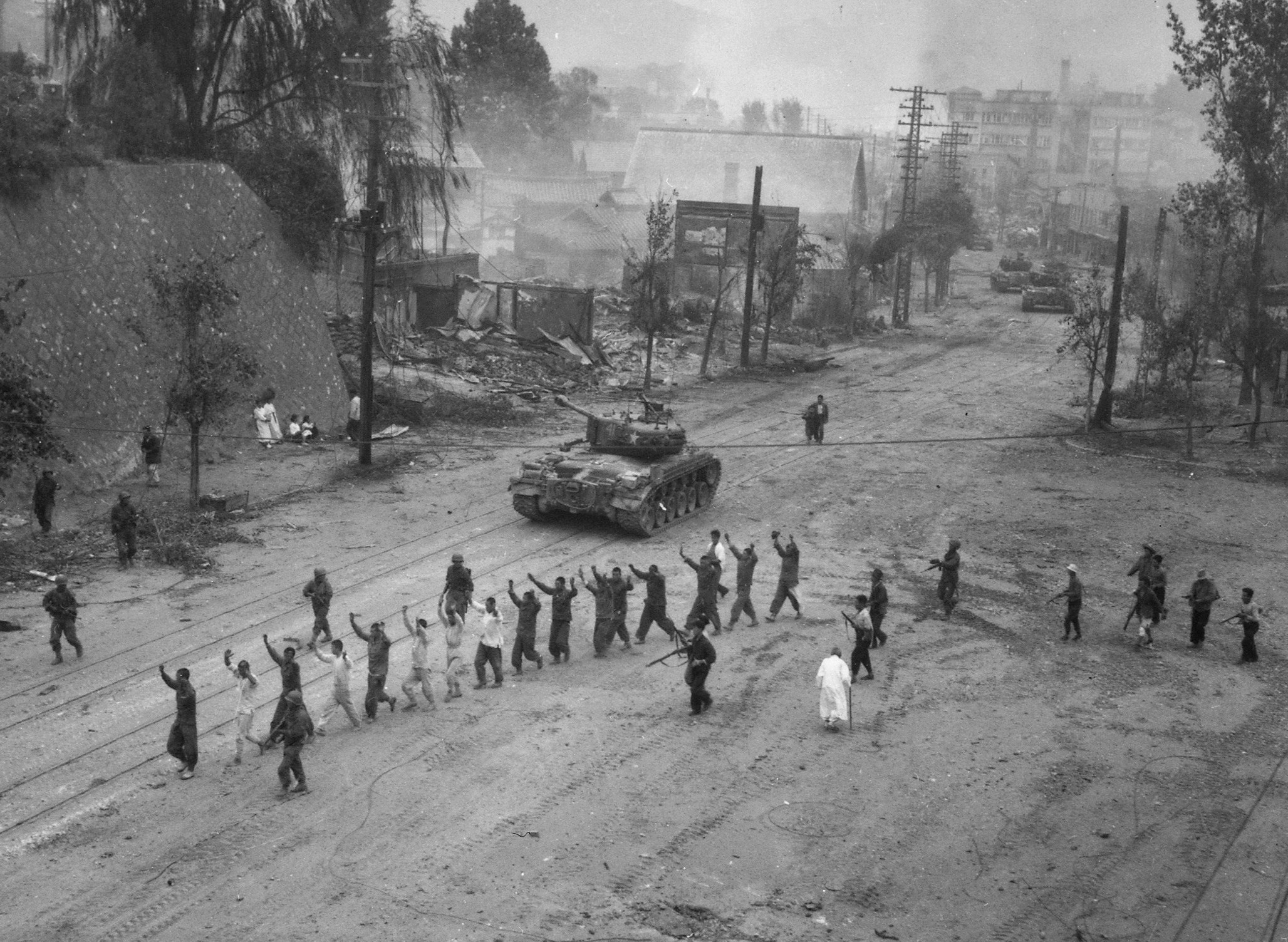
1950年9月に朝鮮戦争期にソウルで撮影されたアメリカのM26パーシング戦車と北朝鮮軍の捕虜

1950年6月25日の朝鮮戦争勃発から2カ月後、北朝鮮は仁川上陸作戦の後に開戦前の国境線であった38°線を李承晩の「北進統一」構想の下で北上したアメリカ軍と韓国軍を主体とした国連軍により反撃され、占領された。この時代、韓国軍の支援を受け、アメリカ軍は元帥であるダグラス・マッカーサーの指示の下、北朝鮮により焦土と化した北朝鮮に自由民主的政権を樹立しようとした。マッカーサーは北朝鮮の将軍、特に金日成を捜索する計画を立て、戦争犯罪者として裁こうとした。しかしながら同1950年10月25日に中国が司令官の彭徳懐率いる中国人民志願軍（抗美援朝義勇軍）を派遣し、直接介入した結果、国連軍は38°線以南にまで押し戻され、1953年7月27日にアメリカ軍中将のウィリアム・ハリソン・Jrと朝鮮人民軍大将の南日がそれぞれ国連軍と中朝連合軍の代表として朝鮮戦争休戦協定に署名した。
当初は朝鮮半島に駐留することに対するアメリカ国民の支持も非常に高かった。1950年6月の時点では、78%のアメリカ人が軍事支援を送るトルーマンの決定を支持し、15%が支持しなかった。しかし1951年1月になると、国民による戦争への支持は38%にまで落ち込んだ。

#### 朝鮮戦争後

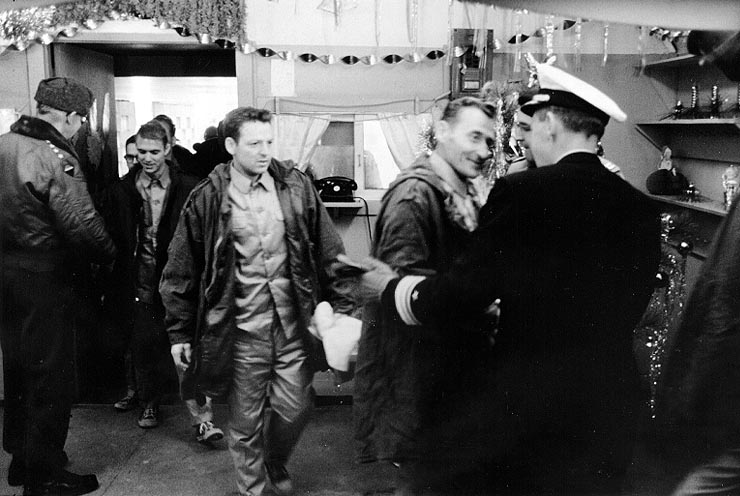
1968年12月23日に解放されたプエブロ号の乗員

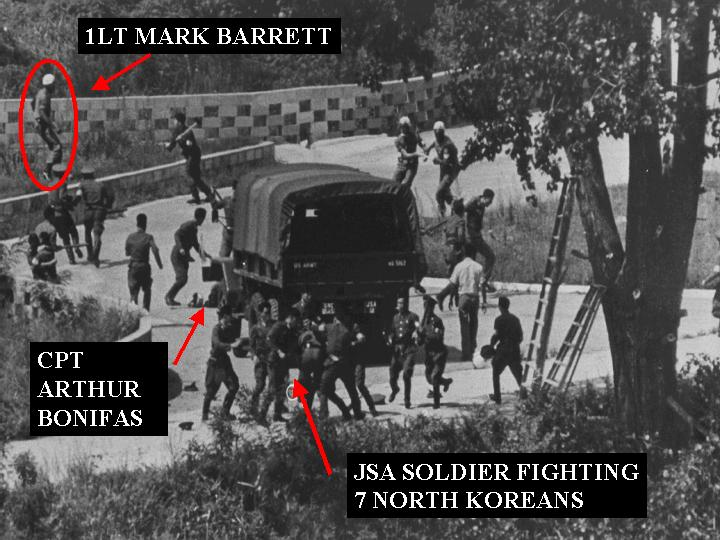
1976年8月18日に発生したポプラ事件

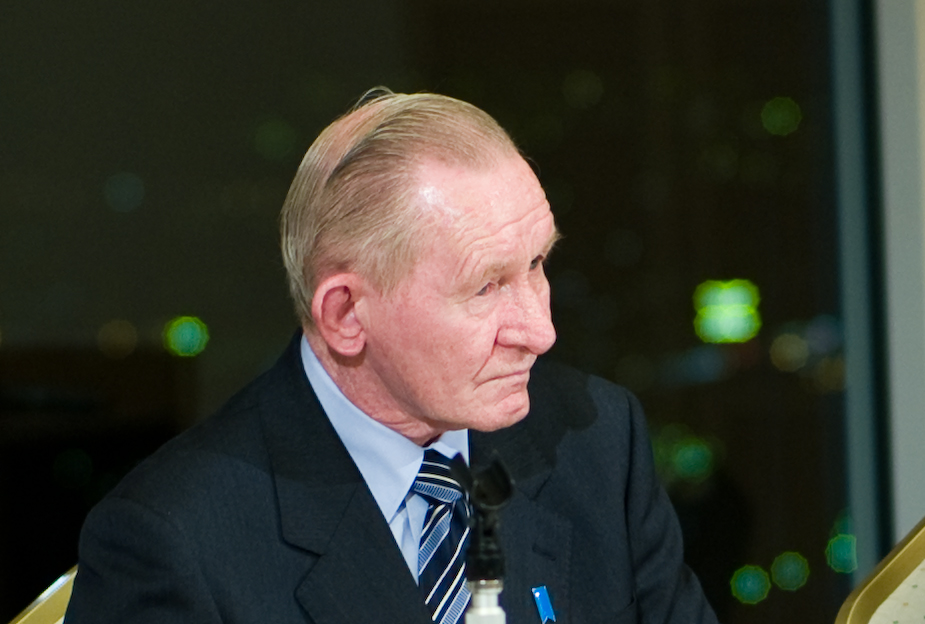
元軍曹のチャールズ・ジェンキンス（2007年）

1960年代初頭、数人のアメリカ軍兵士が北朝鮮で拘束された。ただひとりチャールズ・ジェンキンスだけがアメリカに帰還し、アメリカ軍の軍法会議に出頭し、脱走と敵への支援のため有罪判決を受けた。ジェリー・パリッシュ、ラリー・アブシャイアーとジェームズ・ドレスノクは北朝鮮で自然死した。
朝鮮戦争ではリーフレットを配布することによる激しい心理戦が行われたが、1964年から1968年にかけて行われたジリ作戦のような心理戦がいくつか行われた。あるリーフレットは普通の北朝鮮兵士の6週間の報酬に相当する北朝鮮の1ウォン札のよくできた偽札になっており、その裏面は南朝鮮への安全に亡命するための旅券になっていた。

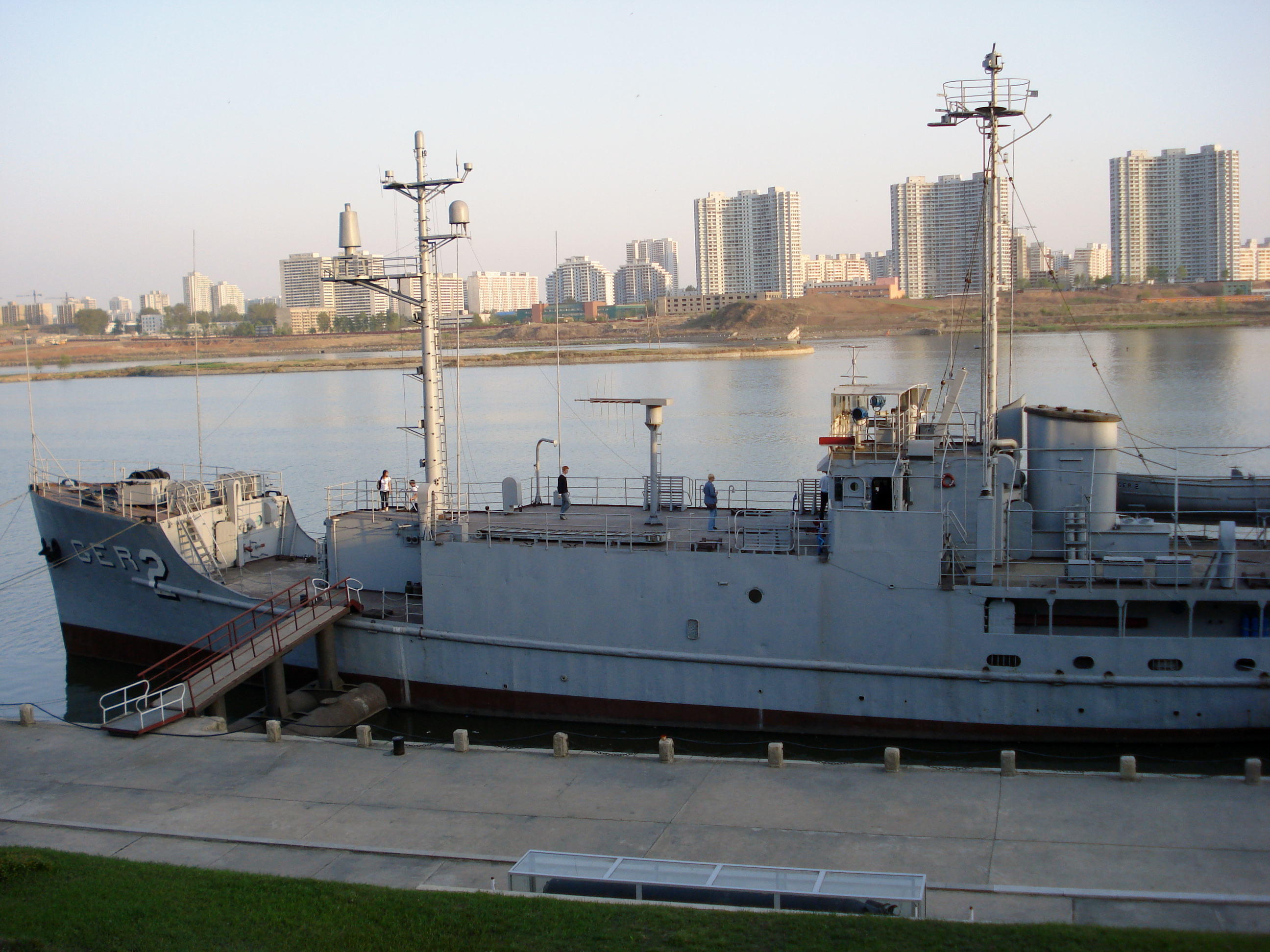
1968年のプエブロ号事件によって朝鮮人民軍に拿捕されたアメリカ海軍のプエブロ号はその後、北朝鮮の首都平壌に係留され、観光資源となっている。

1968年1月23日、アメリカの情報収集艦が拿捕され、プエブロ号事件として知られている。1969年4月15日、日本海上空でEC-121機が北朝鮮によって撃墜され、31人のアメリカ軍兵士が死亡した(アメリカ海軍EC-121機撃墜事件)。1976年8月18日、ポプラ並木の剪定をしていた大尉のアーサー・ボニファスと中尉のマーク・バレットが板門店の非武装地帯で北朝鮮陸軍によって殺害された(ポプラ事件)。事件は北朝鮮の指導者である金日成の息子の金正日がスリランカのコロンボで開かれていた非同盟運動の会議に出席し、アメリカによる侵略の例を示しながら、アメリカ軍の韓国からの確実な撤退への支援を呼びかけている最中に行われた。フォード政権は大規模な軍事力を行使して反撃する必要があると判断した。北朝鮮当局は後ずさりし、並木の剪定を許可し、後に前例のない謝罪を行った。これらの事件に対し、アメリカは北朝鮮への報復攻撃を行わなかった。
北朝鮮とアメリカはこの時期朝鮮戦争休戦協定によって作られた構造を除いて、殆ど或いは全く国交が無かった。

### 冷戦後（1991年-現在）

#### ビル・クリントン政権下の対北朝鮮政策

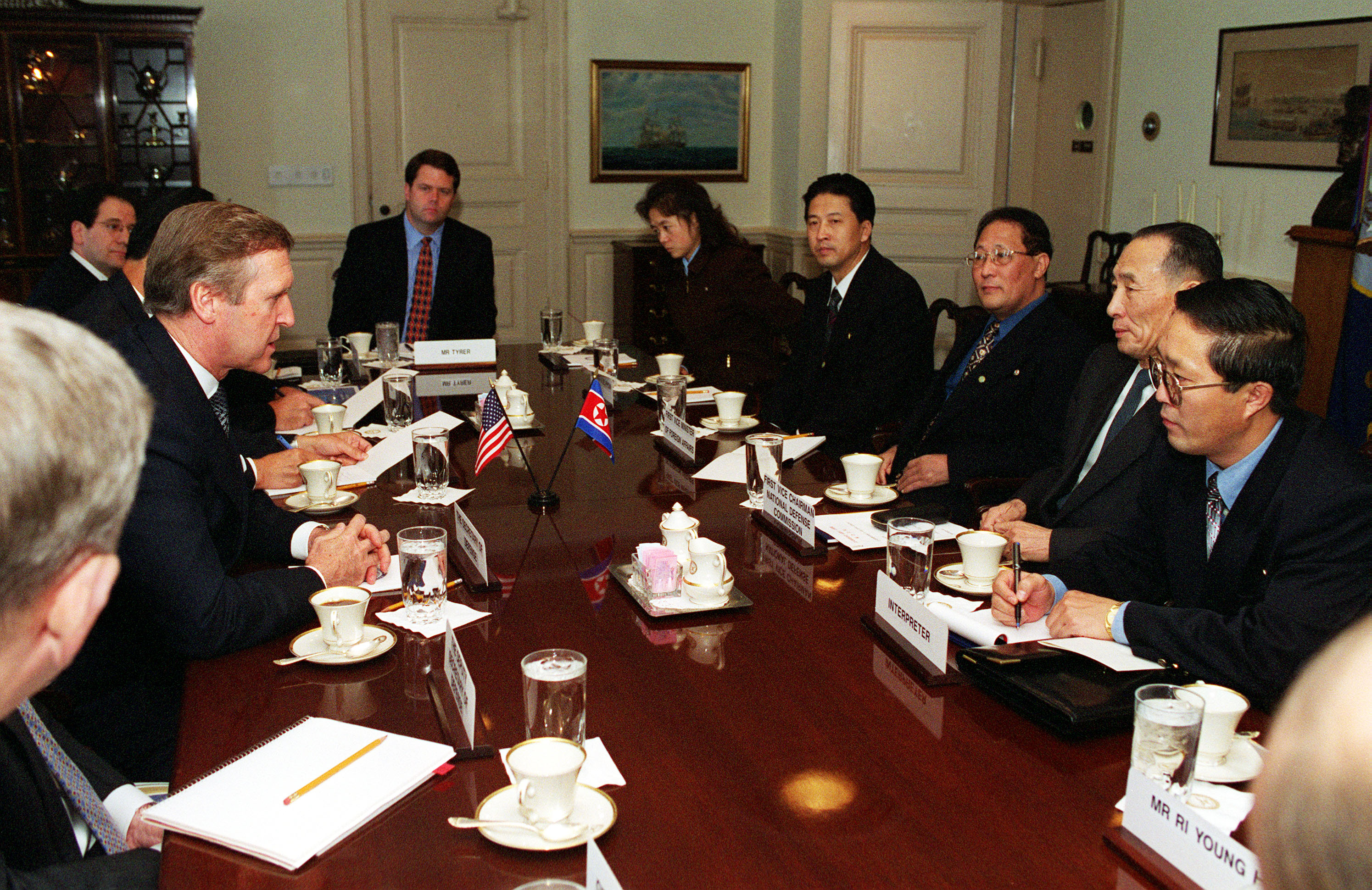
アメリカ国防長官のウィリアム・コーエンと金正日の個人秘書金玉(2000年)

1994年に北朝鮮は核拡散防止条約に基づく国際核査察官による査察を頑なに拒否した。クリントン政権は、北朝鮮が原子炉から2つの原子爆弾を製造することができるプルトニウムの抽出を行っていると信じていた。
大統領のクリントンは「私は戦争のリスクを冒してでも北朝鮮の核保有を阻止しようと決意していた」と当時を振り返った。機密を解かれたクリントン政権時代の文書によると、1994年の核危機において、政権は戦争のプランさえ描いていた。
かつてのペンタゴンの関係者によると、クリントン政権は寧辺核施設の攻撃を計画していた。
1994年12月、アメリカのOH-58カイオワヘリコプターが北朝鮮によって撃墜され、パイロットは死亡し、他の乗員は北朝鮮に捕らえられ、13日間拘束された。

#### ジョージ・W・ブッシュ政権下の対北朝鮮政策
2002年12月、アメリカの依頼でスペイン軍は北朝鮮からイエメンに向かってスカッドミサイルを輸送していた船を臨検した。2日後、アメリカはその船を釈放し、船は再びイエメンへ向かった。このことは米朝関係をさらに緊張させ、北朝鮮はこの臨検を「海賊行為」だとして非難した。
2005年9月19日の合意直後、両国関係は北朝鮮が偽札作りをしているというアメリカ側の主張によってさらに緊張した。アメリカは北朝鮮が毎年1500万ドルものスーパーノートを製造していると主張し、マカオや他の銀行が北朝鮮との取引を停止する原因になった。北朝鮮が偽札作りをしているという主張は1989年からあり、アメリカがこのタイミングで主張したことには疑いの余地がある。一部の専門家は北朝鮮が本当にそのような偽札を作る能力があるのか疑問視しており、アメリカ財務省はマカオの銀行の記録を調査したが公式な変化はまだない。2007年、アーンスト・アンド・ヤング社が監査を行ったが、銀行が北朝鮮の資金洗浄に協力していたという証拠は見つからなかったと報道された。

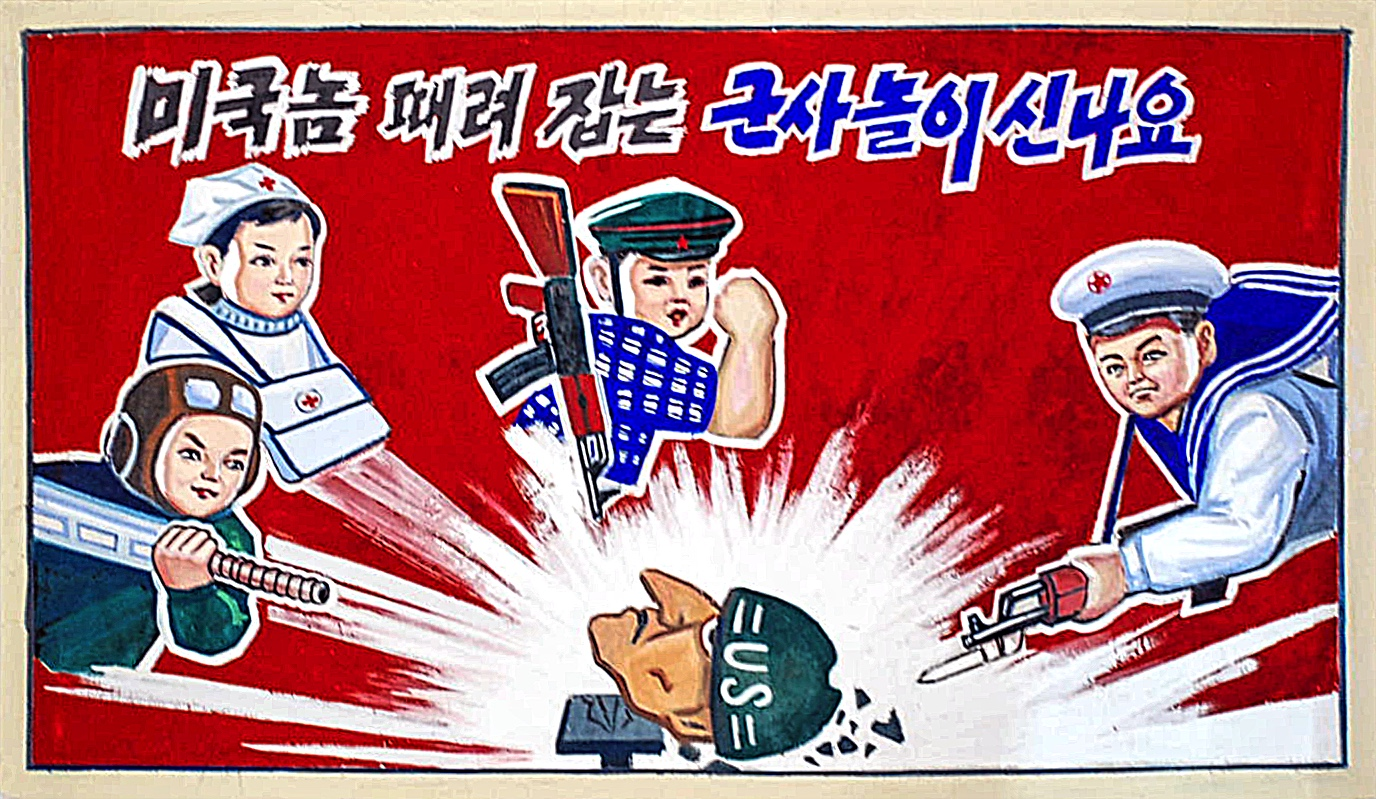
2008年に撮影された、北朝鮮の小学校のプロパガンダのポスター

ブッシュ政権期に関係改善のため、ワシントン・タイムズ社長のドン・ムンジョは非公式な外交使節として北朝鮮へ赴いた。
私は去る9月14日に朝鮮半島の和解の立役者であり、2000年にノーベル平和賞を受賞した韓国の金大中前大統領に、ソウルにある彼の私邸で会見した。彼は今回のミサイル発射を是認しないが、アメリカ政府は事態の沈静化になんら手を打っていないと見る。「アメリカのネオコンたちは朝鮮半島の平和を望んではいないのです」と彼は言った。「彼らは教条的です。クリントン大統領が、平和的な対話をめざす我々の努力を支持したのと違って、彼らはアメリカの利益を守ろうとしているわけでもなく、制裁というイデオロギーにとらわれ続けています。キューバに対しても、イラクに対しても、アフガニスタンに対しても、イランに対しても、うまくいかなかったのに。彼らは日本政府に圧力をかけて、同じように制裁をやらせようとしていますが(1)、そのせいで地域内の軋轢が深刻化しています。こうした事態が日本の右派にとって、再軍備を主張する格好の口実となり、それに対して、中国が警戒を強めている。まったく危険な悪循環にほかなりません」

#### アメリカ海軍の北朝鮮船舶救出・モガディシュ沖の遭遇
2007年11月4日、北朝鮮の商船ダイホンダン号がモガディシュの海岸沖を通らざるを得ず、警備隊のふりをしていたところソマリアの海賊に襲撃された。近海をパトロールしていたアメリカ海軍が現場に赴いたところ、22人の北朝鮮の船員が8人のソマリアの海賊と殴りあっていた。ジェームス・E・ウィリアムズの乗組員とヘリコプターの救助により、船は解放された。アメリカの乗組員に許可が下り、船員と海賊に治療を行った。北朝鮮の通信社はアメリカの声明に異例の肯定的な反応を示し、北京にいたアメリカ特使のクリストファー・ヒルもこのことに好意的なコメントをした。重要な時期に起きたこの事件は望外の結果をもたらし、北朝鮮はブッシュ政権に黙従して2月13日の合意の実行を開始した。2007年の韓国大統領選挙が好ましくない結果に終わると、北朝鮮はもっと懐柔的な政策をとることを強調せざるを得なくなった。

#### ニューヨーク・フィルハーモニック訪問
2008年2月にニューヨーク・フィルハーモニックが北朝鮮を訪問した。コンサートは北朝鮮のテレビで放送された。

#### 北朝鮮によるアメリカ人記者拘束
2009年3月17日、アメリカ人記者が逮捕されると米朝関係はさらに緊張した。2人の記者はカレントTVのユナ・リーとローラ・リンで、中朝国境で北朝鮮女性の人身売買に関するドキュメンタリー番組を撮影中に北朝鮮領内に入ったところ逮捕されたと思われる。北朝鮮はその後2人の記者を裁判にかけ、国際的な抗議が起こる中、有罪判決を下し、12年の「労働強化刑」を言い渡された。アメリカはこの行為を「似非裁判」であると非難し、2人の記者の解放に向け動き出した。
この試練は8月4日、元大統領のビル・クリントンが2人の記者の解放を求め、「非常に個人的な使命」を帯びて平壌に到着したとき解決した。彼は総書記の金正日に大統領であるバラク・オバマからの手紙を手渡したと伝えられている。しかし、ホワイトハウス報道官のロバート・ギブズはこの主張を否定した。クリントンと金正日は米朝関係のさまざまな話題について話し合ったと報道されている。8月5日、金正日は2人の記者の恩赦を公式に表明し、その後2人はクリントンと共にロサンゼルスに帰国した。クリントンの訪朝はアメリカの高級政治家としては2000年以来であり、関係者の賞賛と理解を得たと報道されている。

#### 天安沈没事件
2010年5月24日、韓国の軍艦天安が北朝鮮の魚雷によって撃沈されたとされることに対する直接的、軍事的な反応として、アメリカは韓国とともに新たに軍事演習を実施する計画を立てた。
2010年5月28日、朝鮮中央通信は公式声明として「天安の事件の背後にいるのはアメリカであり、 調査が当初からアメリカ主導で行われていることも非常に明らかである」と述べた。それはまた、アメリカによる調査の操作とアメリカのオバマ政権が「アジア・太平洋地域における不安定さを増幅し、大国と挑戦する意思のない新興国を封じ込めるためにこの事件を利用しようとしている」と名指しして非難した。報告書はアメリカに対して「それ自身が重大な結果についての思慮に満ちた振る舞い」をするよう示していた。
2010年7月、北朝鮮当局は板門店で行われることが予定されていた沈没事件に関連する対話を無期限延期した。会合は将来行われる政府当局の高官級対話の準備として行われる予定だった。

#### 金正日の死後の関係
2011年12月17日の金正日の死後、彼の子である金正恩が最高指導者の座を継いだ。
2年以上が経った2012年3月16日、北朝鮮は金日成生誕100周年を記念して人工衛星の光明星3号を打ち上げることを発表した。この発表は人工衛星の打ち上げが技術的にミサイル発射に繋がるのではないかとのアメリカ人の不安を掻き立てた。これは金正恩の初期の悪戯の初まりであり、問題に対峙する北朝鮮に戻ってきた新しく若い指導者についての憶測を生んだ。アメリカもまたミサイル計画への報復として北朝鮮への食糧支援を中止した。
2012年8月、大統領特別補佐官のダニエル・ラッセルとシドニー・サイラーはグアムから平壌入りし、2日間滞在した。韓国のある外交情報筋は、「明らかに再選を目指していたバラク・オバマ大統領は、 大統領選挙での混乱を最小化するため秘密裏に職員を北朝鮮に派遣していた」と語った。他の分析家は、「そのようなワシントンと平壌の直接対話が将来においても続くことを除外できる者はいなかった」と語っている。
しかしながら、2012年12月11日、北朝鮮は3月に行った失敗とは対照的に、ミサイル発射を成功させた。アメリカは西海岸に届くかもしれない長距離弾道ミサイルの開発を続けていると広く信じられている北朝鮮の行為を強く非難した。2013年3月29日、金正恩は「ロケットは太平洋の米軍基地を攻撃する準備ができていると宣言する」ことによってアメリカを恫喝した。その宣言は前日に2機のB2ステルス爆撃機が朝鮮半島上空を航行したことに対するものだった。金正恩による攻撃宣言後、4月3日にペンタゴンは進んだミサイル防衛システムであるTHAADの西太平洋への展開を宣言した。国防長官のチャック・ヘーゲルは、北朝鮮がアメリカだけでなく日本や韓国にとって「本当のそして明らかな脅威」となっていると語った。アメリカ領土であるグアムへの一連の展開は、ワシントンが北朝鮮との対立を過去数年の危機と同様ではない憂慮すべきものみなした今までにない最も大きな示威行為だった。また、航続距離が長く、スタンドオフの兵器を準備することも提案された。2013年4月12日、韓国のソウルを訪問した国務長官のジョン・ケリーは、「北朝鮮を核保有国として受け入れることはない」と語り、北朝鮮によるミサイルの発射は「大きな誤りだった」と述べた。2013年4月18日、北朝鮮はワシントンD.C.またはソウルで開催される場合の対話の条件を提示した。それらの中には国連による制裁の停止と米韓合同軍事演習の終了が含まれていた。

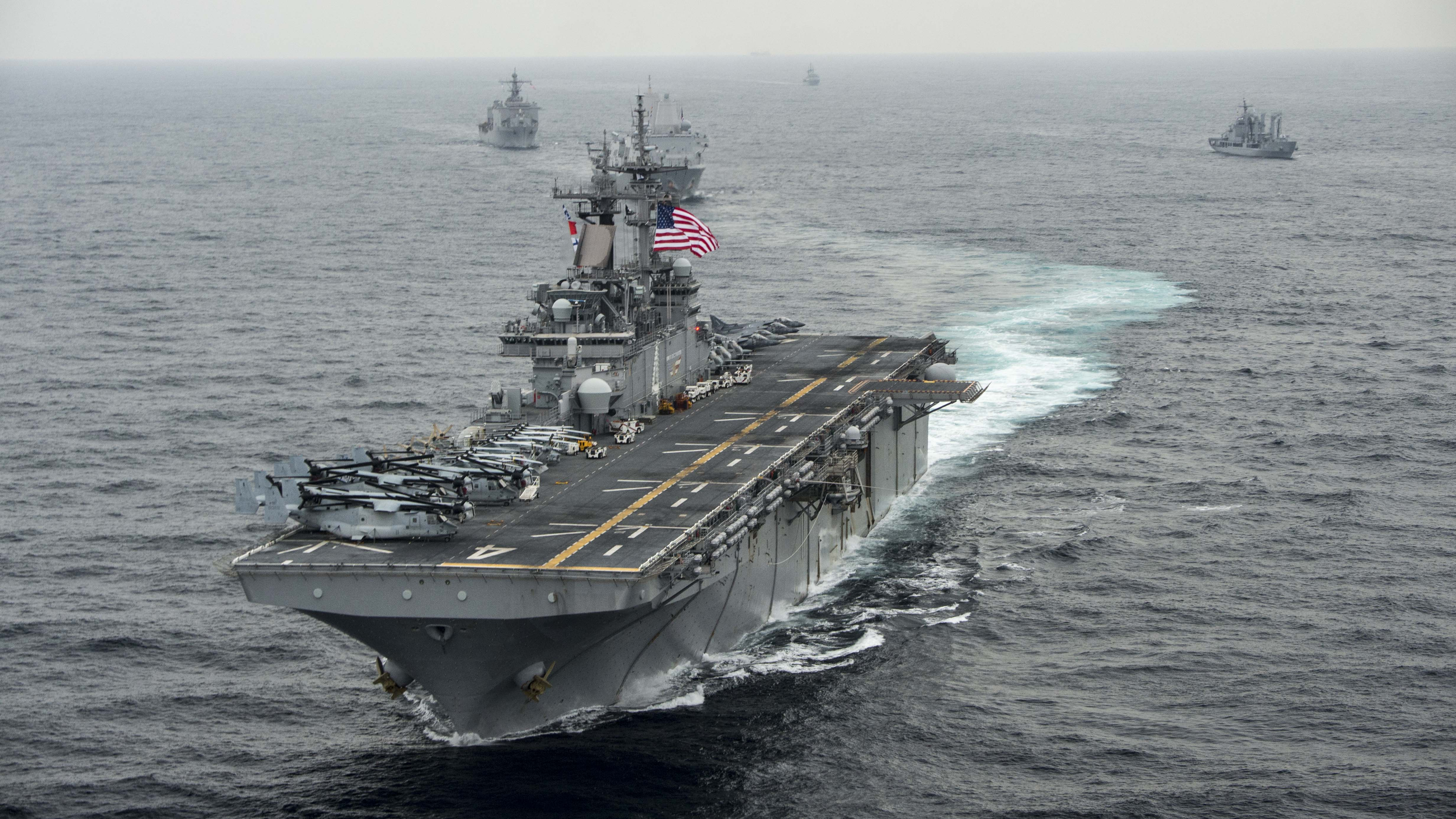
2016年3月、31万5000人の米韓両国軍の兵士が参加し、朝鮮半島を舞台とした史上最大規模の軍事演習が行われた

2013年4月26日、北朝鮮はある不特定の国家反逆罪を犯したアメリカ人を逮捕したと発表した。アメリカ政府はその人物がケネス・べであることを明かした。2013年5月2日、べは「敵対行為」の罪に問われ、15年の労働強化刑を言い渡された。アメリカは彼の釈放を求めたが、北朝鮮は彼の釈放を求める著名なアメリカ人の訪問を許容するいかなる可能性も拒絶した。以前北朝鮮を訪問したことがあり、金正日の友人となったデニス・ロッドマンもべの釈放を求めるツイートをした。ロッドマンは8月に再び北朝鮮を訪問し、べの解放を試みると語った。2014年5月2日、平壌の朝鮮中央通信は北朝鮮国民によって書かれた4つのエッセー記事を配信した。記事の内容は大統領であるバラク・オバマに対する激しい批判と人種差別的な批評だった。
2014年6月、北朝鮮で「敵対行為」を行った2人のアメリカ人が拘束された。2014年7月28日、アメリカ議会下院は2013年の北朝鮮制裁施行法を通過させたが、上院を通過することはできなかった。2014年8月20日、毎年行われる米韓合同軍事演習のさなか、北朝鮮当局の報道官はアメリカ国務長官のジョン・ケリーを「羊の皮をかぶった狼」だと言及し、米韓と北朝鮮は非難の応酬となった。2015年1月、大統領のバラク・オバマは北朝鮮はそのうちに崩壊すると信じていることを示唆した。2016年7月28日、北朝鮮外務省アメリカ課の幹部は、アメリカが制裁対象の個人リストに金正恩を加えたことはアメリカが宣戦を布告したことと同義であり、「レッド・ライン」を越えたと主張した。

#### トランプのアメリカ大統領就任
2017年1月20日にドナルド・トランプがアメリカ大統領に就任すると、アメリカ政府は北朝鮮に対して、「最大限の圧力」で厳しく対応する方針を打ち出した。国務長官のレックス・ティラーソンは、北朝鮮に対して戦略的忍耐は終わり、あらゆる選択肢がテーブルの上にあると警告した。同年4月、トランプは政権発足後初の米中首脳会談の最中、シリアのアサド政権が一般市民に対し、化学兵器を使用したとみなし、地中海に展開していた、アメリカ海軍の駆逐艦2隻より巡航ミサイルトマホーク59発を発射し、化学兵器使用に関わったとされる空軍基地などを攻撃したと発表した。シリア内戦開戦以来アメリカがアサド政権を直接攻撃したのはこれが初であったが、トランプ政権は北朝鮮に対するメッセージでもあることを明言した。その7日後、アフガニスタンのISILの拠点に核兵器に次ぐ最大級の破壊力を持つとされる大規模爆風爆弾兵器 (MOAB) を初めて実戦投入したことも、地下要塞を複数個持つ北朝鮮への牽制とされた。同年5月から6月には、アメリカ海軍は日本海に原子力空母のロナルド・レーガンとカール・ビンソンの2隻を展開して原子力潜水艦も2隻展開する一方、北朝鮮も毎週のように様々なミサイルを発射（北朝鮮によるミサイル発射実験 (2017年)）して、軍事的緊張が高まった。同年5月30日には実物のICBMを迎撃する史上初の実験に成功したと発表し、アメリカがイランや北朝鮮に対抗するミサイル防衛を打ち出したことに北朝鮮は強く反発した。また、戦略爆撃機のB-1を度々飛行させて、北朝鮮のミサイル発射台に擬した目標の空爆や地下施設への攻撃訓練も行った。
その一方で、5月8日から9日にノルウェーのオスロで、元アメリカ政府高官らと北朝鮮北米局長の崔善姫が非公式の接触を行うなど、硬軟両様の駆け引きが行われた。以前より、北朝鮮に拘留されているアメリカ人が複数人存在しており、彼らの解放をきっかけに事態が進展する可能性も見え始めたが、2017年6月6日、アメリカ国務省特別代表（北朝鮮担当）のジョセフ・ユンは、ニューヨークで北朝鮮の国連大使と接触する中で、北朝鮮に拘留中のオットー・ワームビアが昏睡状態であることを把握。急遽、同年6月12日に医療チームとともに訪朝して解放させたが、意識が戻らないまま、同月19日に死亡した。トランプは、北朝鮮を残忍と強く非難。北朝鮮側は貴重な交渉カードを失うこととなった。
2017年4月7日にマー・ア・ラゴにおいて、中国共産党総書記の習近平（国家主席）とアメリカ大統領のドナルド・トランプが米中首脳会談を行ったが、その会話の内容をトランプが『ウォール・ストリート・ジャーナル』のインタビューで話し、習近平が「朝鮮半島は中国の一部だった」と発言したことを明らかにし、「習近平主席が中国と朝鮮半島の歴史について話した。数千年の歴史と数多くの戦争について。朝鮮は実は中国の一部だった」「朝鮮は実際に中国の一部だった（Korea actually used to be a part of China）」「習主席から中国と韓国の歴史について聞いた。北朝鮮ではなく韓半島全体の話だった。（中国と韓国には） 数千年の歳月の間、多くの戦争があった」「（習主席の歴史講義を）10分間聞いて（北朝鮮問題が）容易ではないことを悟った」と語った。これに対してファン・ギョンムン（南カリフォルニア大学）は、「韓国が中国の属国だったという認識は中国本土ではいくらか信頼を得ている」と述べている。
2017年5月、北朝鮮国家保衛省と国連代表部や対米外交を担当する外務次官の韓成烈などは、アメリカCIAと韓国の国家情報院が北朝鮮の最高指導者である金正恩の暗殺を試みたと主張し、暗殺未遂に関与したCIA関係者や国家情報院トップの引き渡しと正式な謝罪を要求した。同時期に極秘に韓国を訪問したCIA長官のマイク・ポンペオは金正恩体制への反乱煽動などを脱北した元駐英北朝鮮公使と協議し、特定の国々を対象としたものとしては初めてとなる、北朝鮮を専門とした部署を新設しており、これに対して金正恩の暗殺を目的とした動きとする見方もある。また、同年7月にはポンペオは金正恩の排除を示唆している。
2017年6月2日、国連安全保障理事会はトランプ政権発足後初となる対北朝鮮制裁強化決議を全会一致で可決した。決議はトランプ政権下で初めて米中が協力したものとされ、北朝鮮は「米中が裏部屋で勝手にでっち上げた」と決議に反発した。同年8月5日にも米中両国は、石炭や鉄鉱石などを全面禁輸する制裁強化決議を協議し、安保理で全会一致で可決された。
2017年8月にトランプは北朝鮮が挑発を続ければ「世界が見たこともない火力と怒りに遭わせる」と警告し、これに対して北朝鮮はグアム攻撃計画を8月中旬までに策定すると応じた。これを受け、トランプは再び北朝鮮に「生温い発言だったかもしれない。グアムに何かすれば誰も見たことないことが北朝鮮に起きる」「軍事的な解決をとる準備は整った」と警告し、アメリカ軍はB-1戦略爆撃機を再び派遣して日本の航空自衛隊や韓国空軍と共同訓練を実施し、アメリカ軍幹部は先制攻撃の準備完了を語ったと報じられた。
2017年8月、アメリカ副大統領のマイク・ペンスは、北朝鮮への圧力を強化させる一環として、メキシコ・ペルー・チリ・ブラジルを名指しして、北朝鮮と断交するよう呼びかけた。これを受け、翌月にはメキシコとペルーが北朝鮮の大使をペルソナ・ノン・グラータとして国外追放する措置を採っている。
2017年9月、北朝鮮の水爆実験を受けて、国連安保理で原油輸出の数量制限や天然ガスと繊維の輸出入と北朝鮮労働者の新規就労許可・更新などを禁止する制裁強化決議が全会一致で可決された。また、トランプ政権はアメリカ国民の北朝鮮渡航を原則禁止して、アメリカ国務省に北朝鮮への渡航を認可する条件に遺言状の作成と葬儀の手配を挙げさせ、北朝鮮人の入国禁止や北朝鮮と取引する個人・企業のアメリカ経済からの締め出しといった独自制裁を科した。同年9月の国連総会の一般演説で、トランプが北朝鮮の体制を「向こう見ずで下劣だ」と非難し、アメリカ人大学生であるオットー・ワームビアの拘束や金正男の暗殺のほか、北朝鮮による日本人拉致問題にも触れ、「自国や同盟国が防衛を強いられる時には、北朝鮮を完全に破壊せざるを得ない。」と言及すると、これに北朝鮮の最高指導者である金正恩は「トランプが世界の面前で私と国家の存在自体を否定して侮辱し、我が共和国を滅ぼすという歴代で最も凶暴な宣戦布告をしてきた」として「老いぼれ」「犬」などと罵倒する、北朝鮮史上初の最高指導者名義の声明で猛反発し、トランプも「チビのロケットマン」「狂った男」と貶すなど、激化する米朝の非難の応酬は国家間を超えて首脳同士の個人攻撃にも拡大した。また、訪米していた北朝鮮外相の李容浩が、私見としつつも、太平洋上での水爆実験の可能性をほのめかし、アメリカ軍は軍事境界線を越えてB-1戦略爆撃機を威嚇飛行させるなど、非常に冷え切った両国関係が浮き彫りとなった。一方、同年9月30日、訪中していた国務長官のティラーソンは、アメリカと北朝鮮が直接接触する経路を持っており、対話が可能な状態となっていることを明らかにし、その直後に国務省報道官も「北に対話の意思はない」としつつ、トランプ政権発足後初めて水面下で接触していることを認めた。しかし、これに対してそれまで対話による解決を否定してきたトランプは「チビのロケットマンとの対話、交渉は時間の無駄である。長官はエネルギーを浪費してはならない」とティラーソンに助言したと10月1日に述べ、2日にはホワイトハウスは「北朝鮮と交渉すべき時ではない」と発表した。
2017年11月8日にトランプはアジア歴訪で訪問中の韓国国会で、空母3隻が朝鮮半島近海に展開していることを挙げて、「我々をなめるな、試すな。愚かにもアメリカの決意を試して滅びた政権は歴史上いくつもある」「北朝鮮は人が住むに値しない地獄だ、あなた（金正恩）の祖父が描いたような地上の楽園ではない」と演説して、北朝鮮を孤立化させるよう、中国とロシアに名指しで求めた。11日には、10年ぶりとなる空母3隻を投入した演習を日本海で開始した。
2017年11月15日にアジア歴訪から帰国したトランプは、各国と北朝鮮への圧力最大化で一致できたと成果を強調し、中国の習と北朝鮮が脅威であることと問題解決の時間が限られていることを確認して協力を引き出し、アメリカ軍や韓国軍の幹部と軍事的選択肢も協議したとする声明を発表した。北朝鮮の労働新聞と朝鮮中央通信は、訪朝する中国の特使受け入れを報じつつ、トランプと会談した日本の内閣総理大臣である安倍晋三を「アメリカの忠犬」と嘲り、韓国国会で演説したトランプを「狂った犬」「不倶戴天の敵」「死刑に値する」と非難した。トランプは中国の特使派遣を「大きな動きだ、何が起こるか見てみよう！ 」と述べ、日本政府はこれに関連して「北朝鮮の非核化は日中にとって共通の目標であり、連携を強化していくことで一致している」と述べた。
2017年11月20日にトランプはオットー・ワームビアの事件などを例に挙げて、「北朝鮮は世界を核で脅してるだけでなく、引き続き国際テロを支援している」「もっと何年も前に再指定されるべきだった」として、北朝鮮を9年ぶりにテロ支援国家に再指定することと追加制裁を科す意向を表明した。本来アジア歴訪からの帰国直後に発表されるはずが遅れたのは、特使を派遣した中国の面子を立てたためとされる。国務長官のティラーソンは再指定の根拠に化学兵器による金正男暗殺事件を挙げた。
2017年11月29日にトランプは火星15を発射した北朝鮮の金正恩総書記を「チビのロケットマンは不気味な犬ころ」と批判して、追加制裁を科す意向を表明した。同年11月28日にティラーソンは声明で海上封鎖や国連軍派遣国の会合を呼びかけるも、どちらも日本政府からは難色を示され、北朝鮮は海上封鎖の実施は「戦争行為と看做す」と発表した。
2017年12月12日にアメリカ国務長官のティラーソンは「北朝鮮との最初の対話を無条件にすることも可能だ」と述べつつ、朝鮮半島有事を想定した核の確保と難民対策や、38°線を越えたアメリカ軍の撤退など、具体的対応を中国側と協議していることを初めて公表した。ただし、北朝鮮からの核・ミサイル開発の破棄や挑発の中止を前提とする方針の転換とも受け取れるこの発言については、ホワイトハウスとアメリカ国務省やティラーソン、大統領補佐官のハーバート・マクマスター自身も修正した。
2017年12月18日に発表されたトランプ政権発足後初となる国家安全保障戦略で、北朝鮮はイランと並ぶ「ならず者国家」と名指しされ、これに対して北朝鮮は「犯罪的な文書」と強く反発した。
2017年12月22日に米中の協議により、石油精製品輸出の9割削減や、24ヶ月以内の北朝鮮労働者の本国送還を盛り込んだ対北朝鮮制裁強化決議が、議長国である日本やロシアの賛成も得て国連安保理で全会一致で可決され、制裁違反の可能性がある船舶に対する臨検及び拿捕の義務化や、新たな核実験やミサイル発射があればさらに北朝鮮への石油供給を制限するとの表現が初めて記載された。
2018年1月2日に「アメリカ全土を射程におさめた核のボタンが私の机の上にある」「平昌五輪に向けた南北会談も可能だ」とする新年の辞を述べた金正恩に対して、トランプは「制裁と圧力が北朝鮮に効いてきた。兵士は危険を冒して韓国に逃げてる。ロケットマンは韓国と交渉したいようだが、朗報かどうか様子を見よう」「食料が枯渇し、飢えた北朝鮮の体制よりも私は巨大で強力な核を持ち、私の核のボタンはちゃんと動くことを誰か彼に教えてやれ」と述べて牽制した。
2018年1月16日、カナダのバンクーバーでティラーソンの呼びかけにより、国連軍派遣国を中心に日本や韓国なども参加した外相会合が開かれ、平昌五輪に向けた南北対話が非核化対話に進展することを期待しつつ、「完全で検証可能かつ不可逆な非核化」まで北朝鮮に圧力を継続する方針を盛り込んだ議長声明が発表され、「冷戦への回帰」と会合に反発する中国とロシアを名指しして制裁履行を求めて北朝鮮に対する海上阻止行動の強化や国連安保理の枠を超えた独自制裁の検討でも一致した。この会合に対して中露だけでなく、北朝鮮も「新たな戦争の火種」と反発した。また、この会合に先立つ夕食会で、国防長官のジェームズ・マティスは情勢次第で外相会合から国防相会合に発展するとして「アメリカには北朝鮮との戦争計画がある」と言明して国連軍の参加国・関係国と軍事面での連携強化で一致した。
2018年1月31日、トランプは初の一般教書演説で、中国とロシアは「我々に挑戦する競争相手」と一言だけ触れる一方、議会に脱北者やオットー・ワームビアの両親を招いて、北朝鮮を異例の5分超にわたって非難して「譲歩を繰り返してきた歴代政権の過ちは繰り返さず、最大限の圧力をかけ続ける」と述べた。また、2月2日には8名の脱北者と大統領執務室で会見した。同時期、トランプ政権の北朝鮮への軍事攻撃の検討に反対した次期駐韓国大使のビクター・チャに異例の内定取り消しを行った。
2018年2月10日の平昌五輪開会式にアメリカ副大統領のマイク・ペンスが出席するも5分で退席し、歓迎行事にも参加せず、同時期に訪韓していた北朝鮮の金永南を無視した。ペンスと北朝鮮の金与正が会談する予定も韓国の仲介で秘密裏に組まれていたが、訪韓中に招待したオットー・ワームビアの父親や脱北者と面会して追加制裁を表明したペンスに不快感を示して直前でキャンセルしたため、金与正ら北朝鮮当局高官との接触機会は生じなかった。帰国後の同月22日、副大統領はメリーランド州で行った演説の中で、金与正を抑圧的な体制の中心人物として非難している。北朝鮮はこれに猛反発してペンスを「人間のクズ」と罵倒して「我々はアメリカとの対話を哀願しない」と述べた声明を発表した。同月23日、トランプは事実上、北朝鮮の全船舶対象など「一国に対するものでは史上最も重い制裁を科す」ことを発表し、制裁の効果がなければ「手荒な対応になる」と述べた。
2018年3月6日、トランプは北朝鮮が非核化に向けてアメリカとの対話に意欲を示したことについて、「北朝鮮は誠実だと思う。制裁や中国から得た多大な協力を含め我々が北朝鮮に関して行ってきたことが理由だろう」と述べた。9日には、訪朝した韓国特使の鄭義溶との面会後に「金正恩は単なる凍結でなく、非核化を韓国の代表に言った。北朝鮮はミサイル実験をこの期間自制する。大きな前進だ。合意するまで制裁は続ける。会談を計画中だ！」と表明し、日本の総理である安倍や中国共産党総書記の習と相次いで電話会談を行い、完全かつ検証可能で不可逆的な非核化まで圧力と制裁を維持することを確認し、ホワイトハウス報道官のサンダースも米朝首脳会談は「非核化の具体的な行動が前提」と述べた。10日、ペンシルバニア州での集会でトランプは「何が起こるかは誰も分からない。私は即立ち去るかもしれないし、席に座って世界にとって最高のディールに成功するかもしれない」と演説した。
2018年3月25日、最高指導者就任後の初外遊で中国を訪れた朝鮮労働党委員長の金正恩と会談した中国共産党総書記の習近平から伝言を受け取り、トランプは「金正恩が北朝鮮の国民と人類のために正しい選択を行うのは今がいい機会だ。我々の会談が楽しみだ。中朝首脳会談を大成功させた習近平から金正恩が私と会うことを楽しみにしていると伝えられた。同時に残念ながらそれまで最大限の制裁と圧力は何があっても保ち続ける！」と述べ、ホワイトハウスも「最大限の圧力が功を奏した」と評価した。
2018年3月31日、CIA長官のポンペオが極秘訪朝して2000年に平壌を訪問した国務長官のマデレーン・オルブライトと金正日の直接会談以来の米朝のハイレベル対話を金正恩と行った。非核化や拘束されたアメリカ人の解放などを議論したとされる。
2018年4月8日、金正恩に朝鮮半島の非核化を議論する意思があることが初めて北朝鮮からアメリカに直接伝達された。9日には、朝鮮労働党政治局会議の席上で、金正恩が展望として、米朝首脳会談ではないものの、米朝対話について初めて公式に言及した。
2018年4月18日、トランプは日本の総理である安倍晋三との日米共同記者会見で、北朝鮮の非核化まで最大限の圧力を維持するとして「米朝首脳会談で成果を得る見込みがない場合は出席せず、実現しても途中退席する」と述べた一方、韓国が休戦協定の平和協定への転換や朝鮮戦争の終結宣言を南北首脳会談で議論する意向であることについて歓迎するとした。
2018年5月、トランプは6月12日に予定していた米朝首脳会談を中止するとの書簡を金正恩に送ったことを発表した。トランプは、北朝鮮当局者が同国を牽制する発言をしたペンスを「愚かで無知」と述べたコメントを引用し、怒りと敵意に満ちた中での会談は望ましくないとして中止するとの意向を示した。
2018年6月1日、トランプは訪米した金英哲との会談後、予定通りに米朝首脳会談を行うと述べ、非核化後の経済支援を行うのは「韓国がすべきであり、日本もだ。正直、中国が助けると思う」としてアメリカによる資金拠出は否定した。
2018年6月12日にシンガポールのセントーサ島において、トランプと金正恩は史上初の米朝首脳会談を行い、米朝国交正常化や朝鮮半島の完全な非核化などを目指すことを掲げた米朝共同声明に署名し、トランプは記者会見で、会談の実現に努めた韓国大統領の文在寅や、友人でもあるとして日本の総理である安倍や中国共産党総書記の習に謝意を表明し、非核化の費用は日韓が負担すべきとして、対北制裁の当面継続と米韓合同軍事演習の中止や将来的な在韓米軍の撤退も述べた。
2019年2月27日及び翌28日にベトナムのハノイで2回目の米朝首脳会談が行われた。
2019年6月30日にトランプは韓国を訪問し、現職のアメリカ大統領として初めて南北軍事境界線を越え、板門店にて金正恩と対面した。これは当初、第3回目の米朝首脳会談と位置付けられたが、後にアメリカ政府は首脳同士の対面であり、首脳会談でも交渉でも無かったという立場を表明している。

### ジョー・バイデン政権
2023年3月6日、朝鮮日報はアメリカインド太平洋軍司令官が、韓国との合同軍事演習を控えたタイミングで「北朝鮮が太平洋に大陸間弾道ミサイルを発射した場合は直ちに撃墜する」と発言したことを報道。北朝鮮の金与正がこれに反応し、米国が北朝鮮のミサイルを撃墜した場合には宣戦布告とみなすと表明した。

## 核兵器
1958年から1991年にかけて、アメリカは外交的、軍事的影響力と潜在的な北朝鮮への直接使用のため、北朝鮮を射程に入れた核兵器を韓国に配備しており、多いときは1967年で950発にも上った。これ以降の報告は無く、IAEAのような独立した第三者機関によっても確認はされていない。1956年9月、統合参謀本部議長のアーサー・W・ラドフォードは国務省に対し、韓国に核兵器を配備する予定であると伝えた。1957年1月に大統領であるアイゼンハワーの指示により、国家安全保障会議はこの提案に対する検討を開始し、同意した。しかしながら、朝鮮戦争停戦協定の第13節（d）は両陣営は朝鮮半島に新兵器を持ち込んではならないと規定しており、核兵器やミサイルを配備することは不可能だった。国際連合の同盟国の懸念があったにもかかわらず、アメリカは休戦協定の第13節（d）を破棄することを決断した。1957年6月21日、軍事停戦委員会の席上、アメリカは北朝鮮の代表に対して国連軍が第13節（d）について考慮することはもはやないと通告した。1957年8月、国家安全保障会議5702/2は韓国への核配備を承認した。1958年1月、オネスト・ジョンミサイルと280mmカノン砲が、さらに翌年には中国とソ連を射程内に捕らえる核弾頭を搭載したマタドール巡航ミサイルが韓国に配備された。
北朝鮮は休戦協定を無効化し、朝鮮半島をアメリカの核の戦場にしようとするものだとして第13節（d）の破棄を非難した。1957年11月、国連総会でソ連とチェコスロバキアは国連軍が朝鮮半島に核を持ち込んだことを非難した。
北朝鮮は地下を大規模な軍事要塞化することで対応し、さらにアメリカと韓国に反撃するための通常兵器の展開を拡大した。1963年に北朝鮮はソ連に核開発のための援助を要請したが拒否された。しかしながら、ソ連はその代わりに原子力研究者の養成を含む北朝鮮の核の平和利用計画には協力することで合意した。中国は核実験後、同様に北朝鮮から核兵器開発への協力の要請を受けたが拒否した。
1985年に北朝鮮は核拡散防止条約に非核保有国として加盟し、1990年には南北朝鮮による対話が開始され、1992年に両国は朝鮮半島の非核化に関する共同宣言を発表した。しかし1993年にアメリカの衛星写真によって北朝鮮の核開発疑惑が浮上し、IAEAが北朝鮮の各施設を査察するべきだという要求につながり、1993年3月に金日成は北朝鮮の核拡散防止条約からの脱退を発表した。国連安保理は1993年5月に北朝鮮にIAEAへの協力を促し、1992年の共同宣言を遵守することを求める決議を採択し、全ての加盟国に北朝鮮がこの決議に積極的な反応を示し、核問題の解決を促すよう求めた。
米朝両国は1993年6月に対話を開始したが協定を締結するプロセスは停滞し、北朝鮮は主要な原子炉の炉心から核兵器を製造するのに十分な核物質を取り出した。緊張が高まったため、金日成は仲介者として元アメリカ大統領のジミー・カーターを招待した。カーターは招待を受け入れたが民間人としての訪問であり、アメリカ政府の代表では無かった。カーターは何とか両国を交渉のテーブルにつかせることに成功し、アメリカからは国務次官補のロバート・ガルーチ (Robert Gallucci) が、北朝鮮からは外務次官の姜錫柱が出席した。
1994年10月には交渉の末に米朝枠組み合意 (Agreed Framework) が成立した。
- 北朝鮮はプルトニウム濃縮計画を凍結し、IAEAの監視を受け入れることに同意した
- 両国は2003年までを目標に北朝鮮にグラファイトを利用する黒鉛炉に代わり軽水炉を共同で建設し、国際コンソーシアム（後に朝鮮半島エネルギー開発機構、略称KEDOに改称）が経済的および物理的な支援を行うことで合意した
- 米朝両国は5MWの原子炉から生じる使用済み燃料の貯蔵を共同で行い、その処理には安全なマナーで臨み、北朝鮮での再処理は行わないことで合意した
- アメリカはこの間北朝鮮国内のエネルギーを供給するため、重油を提供することに合意した
- 両国は政治的、経済的な関係の完全な正常化に向けて努力することで合意した
- 両国は核のない朝鮮半島を目指し、平和と安全保障の問題を協力して解決することで合意した
- 両国は国際的な核不拡散の問題で協力を強化することで合意した

歴史研究者のポール・ローレン、ゴードン・クレイグ、アレクサンダー・ジョージ・ページは合意には多くの欠陥が含まれていることを指摘した。合意には相互の期限が特に設けられておらず、アメリカは危険なグラファイトによる黒鉛炉から代替軽水炉の建設の義務の履行に非常に長い時間を与えたこと。さらに合意の遵守を監視し、実行を監督し、途中で調整が必要になった場合にそれを行う組織は何もないこと。最後に日本・中国・韓国など利害関係国が交渉に参加することができないことなどである。
合意が署名されてま間も無くアメリカ議会は合意に賛同的では無かったアメリカ共和党に主導権が移った。一部の共和党の上院議員らは宥和政策であるとして合意に強く反対した。
枠組み合意の条件に従って北朝鮮は核開発計画を凍結し、アメリカとIAEAの査察に協力することを決断し、1995年1月にアメリカは北朝鮮に対する経済制裁を緩和した。当初重油の供給のための資金に議会の承認が得られず、アメリカ国防総省は海外から緊急的に資金を集めていた。1996年からは、必ずしも十分な額ではなかったが、議会の承認を得て資金が提供された。こうして枠組み合意で約束された重油の一部が送られた。KEDO初代事務局長のスティーヴン・ボズワースは後に「枠組み合意は署名されて2週間もしないうちに政治的遺児になってしまった」と語った。
1995年1月に枠組み合意により、米朝両国は5MWの原子炉の使用済み核燃料を安全に管理するための方法を話し合った。この方法によると、米朝の技術者は協力して使用済み核燃料を燃料収納缶に詰め、燃料収納缶は貯蔵プールに保管されるという。缶詰作業は1995年から開始された。2000年4月に利用可能なすべての使用済み燃料棒と燃料棒の断片の缶詰作業が完了したと宣言された。
北朝鮮は軽水炉の経済的・技術的支援者に敬意を払い、KEDOの決定に従うことに合意した。代替軽水炉の建設のための国際的な資金応募は行われていたが、1998年まで公式な招待は行われず、そのことは北朝鮮を激怒させた。1998年5月、北朝鮮はもしアメリカが軽水炉建設を行わないならば核開発の研究を再開すると警告した。その後、KEDOは新浦市に軽水炉を建設する計画を立て、1997年8月21日、着工式が行われた。1999年12月、KEDOと韓国電力公社（KEPCO）は軽水炉建設を認める契約書に署名した。しかし、その計画に必要な莫大な建設費用については2000年まで語られることはなかった。
1998年にアメリカは金昌里で核関連と思われる地下施設を発見した。1999年3月に北朝鮮はアメリカが「満足するまで立ち入り調査をする」ことに同意した。

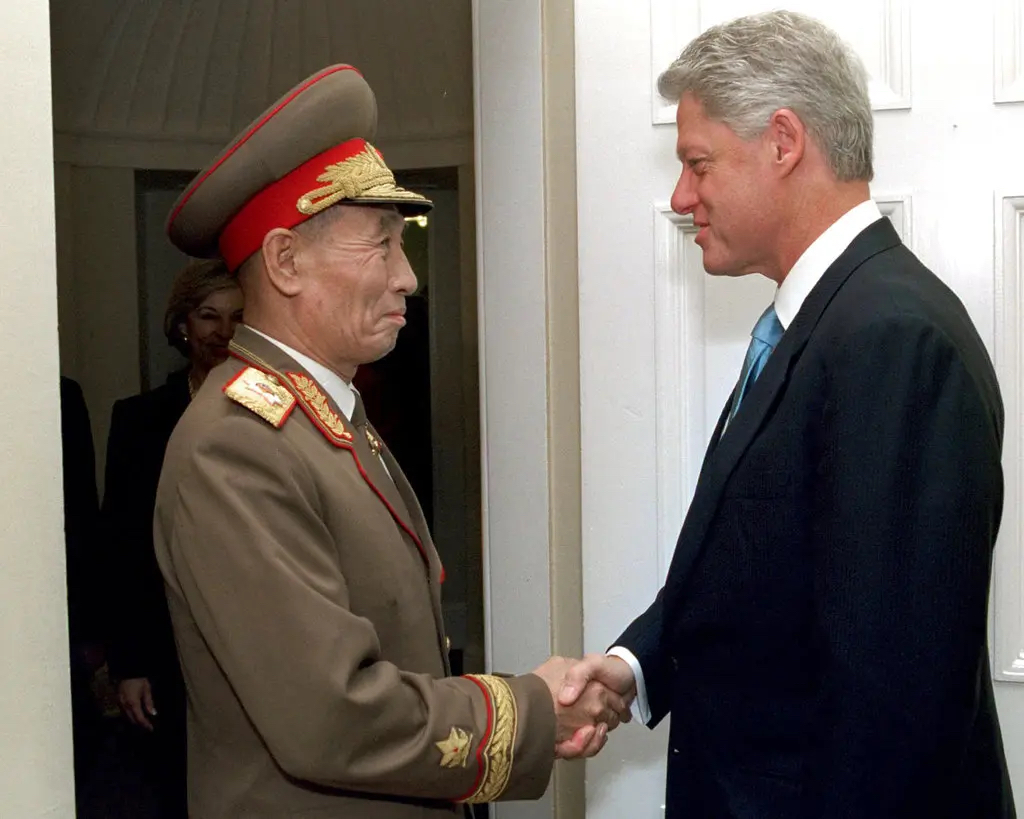
朝鮮人民軍総参謀長次帥の趙明禄はワシントンD.C.を訪問し、アメリカ大統領のクリントンと握手した(2000年10月)

博士であるウィリアム・ペリーの呼びかけによりアメリカの対北朝鮮政策の見直しが公式に行われ、2000年5月に米朝は新しい交渉の場として枠組み合意履行対話を発足させた。2000年10月に特使の趙明禄はワシントンを訪問し、その後アメリカの専門家チームが施設を訪問した。アメリカは北朝鮮と共に共同声明を発表し、アメリカの地下施設に対する疑問は解決された。
ジョージ・W・ブッシュは大統領選挙候補であった頃、枠組み合意に反対する彼の立場を明らかにしていた。2001年1月に彼は大統領に就任すると、新政権は北朝鮮に対する新政策を検討し始めた。2001年6月6日に検討の末、新政権は北朝鮮の通常兵器・ミサイル開発とその輸出計画・人権状況と人道問題など全ての分野に渡って懸案事項について対話を継続すると発表した。そのとき、枠組み合意で約束されていた代替軽水炉は完成していなかった。2つの原子炉はスイスに本社があるABB社により、2億ドルで建設されることになった。ABBの契約は、北朝鮮の東海岸にある琴湖地区に2つの原発を建設し、管理を行うものだった。国防長官のドナルド・ラムズフェルドは受注に成功したときのABB社の役員だったが、ペンタゴン報道官のビクトリア・クラークは、ラムズフェルドは役員在職中は全く知らされていなかったと語った。結局、これらの原子炉の建設は中止された。
2002年にアメリカ政府は枠組み合意の一環として北朝鮮に9500万ドルを提供したと発表した。資金提供に際してアメリカ大統領のジョージ・W・ブッシュは、北朝鮮に原子炉から核兵器に転用可能なプルトニウムを隠すことなく確実に査察を行わせるという枠組み合意の要求を放棄した。ブッシュは決断が「アメリカの安全保障に関わる重大なもの」だったと語った。
2002年にブッシュ政権は北朝鮮が核兵器を製造するためのウラン濃縮計画を進めていると主張した。ブッシュが2002年の一般教書演説で北朝鮮を「悪の枢軸」であると非難すると、米朝関係の緊張は頂点に達した。
米朝の直接対話は2002年10月に再開され、ウラン濃縮計画はアメリカの懸案議題で高い地位を占めていた。北朝鮮当局はウラン濃縮計画が存在するというアメリカの非難は東アジア・太平洋担当国務次官補のジェイムズ・ケリーが主張していると考えていた。そのような計画は北朝鮮の核拡散防止条約の義務と1992年の共同宣言、1994年の枠組み合意を破るものだった。アメリカは北朝鮮は米朝関係の進展を望むなら、そのような計画を終わらせなければならないと述べた。アメリカはこの計画の中止が確認ができれば、アメリカは根本的に新しい関係を発展させていく用意ができているとも述べた。2002年11月、KEDOのメンバーは北朝鮮が核問題を解決するまで重油の供給は棚上げにすることで合意した。
2002年の暮れから2003年の初頭にかけて、北朝鮮はプルトニウム関連の核施設の凍結を解除し、IAEAの査察官を強制退去させ、核施設を封印・監視する装置を除去し、核拡散防止条約から脱退し、核兵器製造目的で使用済み燃料からプルトニウムを抽出する再処理を再開した。北朝鮮はこれらの行為はアメリカの脅威とアメリカの「敵対政策」に対する抑止力を持つためであると主張した。2003年、北朝鮮は凍結されていた寧辺の使用済み燃料棒の再処理が完了したと繰り返し主張し、北朝鮮はこの地域の安全について懸念を抱いていた隣国との協力の成果であると嘘をついた。ブッシュ政権は目標は北朝鮮が核開発計画を完全かつ検証可能で、復元することが不可能な形で放棄することだと述べた。北朝鮮の隣国は核のない朝鮮半島という理念に賛同したアメリカの側に加わった。しかし、アメリカの行動は北朝鮮との関係正常化の大きな障壁となり、政権は最も重要な目標として体制の変化を提示し続けた。ブッシュ政権は北朝鮮との二国間対話には一貫して抵抗し続けた。2005年に行われた合意では中国のみが公然とアメリカの交渉拒否の姿勢を非難した。

### 六者会合
2003年初頭に外交手段による問題解決を狙い、最も密接な関係を持つ6ヶ国による多国間対話を開催することが提案された。北朝鮮は当初、そのようなプロセスに反対し、核問題はあくまで米朝間の問題であるという主張を維持してきた。しかし、隣国の圧力と中国の積極的な働きかけにより、北朝鮮はアメリカおよび中国との三者会合を2003年4月北京で行うことに合意した。
この会合の後に北朝鮮は日本・アメリカ・中国・ロシア・韓国・北朝鮮による6者会合を開催することに合意した。最初の会合は2003年8月に行われ、その後は一定の間隔を置いて定期的に開かれた。第5回の第1フェイズから第2フェイズが開催されるまでの13か月間、進行が凍結され、その後北朝鮮は対話に復帰した。この行動は北朝鮮がマカオに持っている銀行口座をアメリカが凍結したことと関連があった。2005年初頭、アメリカ政府は東アジアの同盟国に対し北朝鮮がリビアに核物質を輸出したことを伝えた。このことは東アジアの同盟国がアメリカが重要な同盟国であるパキスタンの関与を秘匿していたことを知ると裏目に出た。2005年3月にコンドリーザ・ライスは信頼関係の修復のため東アジア諸国を訪問した。
第5回の第3フェイズは2007年2月に開催され、行動を目標にする合意に達した。全ての当事国の善意により、2007年3月19日にアメリカは北朝鮮資産の凍結を解除した。

### 正常化への道のり
2007年2月13日に日本・アメリカ・中国・ロシア・韓国・北朝鮮による6者会合での合意によって、朝鮮半島の非核化への道のりに加え他の行動を要求した。また朝鮮戦争の休戦協定を講和条約に置き換え、東北アジアの地域的平和を構築することなど北朝鮮との政治的関係の正常化への道のりの骨子も作成された。
北朝鮮は燃料支援の見返りに寧辺核施設の閉鎖に同意した。アメリカは北朝鮮との関係正常化の議論を開始し、北朝鮮をテロ支援国家のリストから削除する手続きを開始することにも合意した。この合意の実行は今のところうまくいっており、アメリカの交渉責任者であるクリストファー・ヒルは北朝鮮は約束を守っていると語った。第6回目の会合は2007年3月19日から行われ、北朝鮮の核兵器開発計画の将来について話し合われた。
2008年6月上旬に北朝鮮が核開発計画を放棄した後、アメリカは経済制裁の解除を開始することに合意した。ブッシュは北朝鮮が核開発計画の放棄を謳う60ページもの宣言文書を公表すると、北朝鮮をテロ支援国家から削除すると発表した。その後、北朝鮮当局は核開発のシンボルだと思われていた寧辺核施設の原子炉を爆破する映像を公開した。ブッシュ政権はこれを賞賛したが、政権内を含む多くの人が問題解決のためにはあまりにも少ないと批判した。公表された書類にはウラン濃縮計画や核拡散については触れられていなかった。アメリカ国民は北朝鮮問題に関して歴史的に外交より軍事的なアプローチを好んできた。枠組み合意での北朝鮮との対立は、アメリカ人の間で外交的アプローチがそのように広く支持されるようになったか表していると広く信じられている。

### 敵意の復活
2008年8月下旬、北朝鮮は寧辺核施設の稼動を再開した。見たところ施設は稼動し、燃料の核物質もあるようであった。それから北朝鮮は施設の稼動を本格化させ、寧辺の復活をアピールした。
北朝鮮はアメリカが非核化の過程で約束を守らず、テロ支援国家リストからの削除も救援物資も送らなかったと主張してきた。アメリカは最近、北朝鮮が非核化の作業を進めない限りリストから削除されることはないと述べた。北朝鮮はIAEAの査察官を寧辺から締め出し、韓国は北朝鮮が核兵器の製造を進めていると主張した。その後、北朝鮮は短距離ミサイルの発射実験を行い。アメリカは六者会合の再開を呼びかけた。

### テロ支援国家リストからの削除
2008年10月11日に米朝は北朝鮮が再び核開発計画を放棄し、査察官による核物質の科学的捜査を受け入れることで合意した。北朝鮮は長きに渡って疑惑を持たれてきたウラン濃縮計画の詳細について明らかにすることにも合意した。これらの進展により、その同日、アメリカは北朝鮮が待ち望んだテロ支援国家指定の解除を行った。

### 核実験

#### 2006年
アメリカの情報機関は核実験が行われたことを確認したが、状況を見守っていた。ホワイトハウス報道官のトニー・スノウは、アメリカは「このとても深刻な行動に対し我々が次に何をすべきか」決断すべく、国連に向かうと語った。2006年10月9日にジョージ・W・ブッシュはテレビ中継された演説で、核実験は「挑発的な行動」であり、アメリカはそのような行動を非難すると述べた。ブッシュはアメリカは「関与政策」を行うが、「アメリカとアメリカの利害を保護することを継続していく」と語った。

#### 2009年
2009年5月25日、北朝鮮が2006年以来となる核実験を行うと、米朝関係はさらに悪化した。核実験は再び地下で行われ、そのエネルギーは広島と長崎を破壊したリトルボーイとファットマンにそれぞれ比肩されうるものだった。アメリカは北朝鮮と未だに深い関係を持つ中国とロシアが北朝鮮の行為を非難したことを歓迎した。アメリカと中断されている六者会合のメンバー国は核実験を強く非難し、北朝鮮は「その行為の代償を払うだろう」と語った。アメリカはその後に行われた短距離ミサイルの実験についても強く非難した。

#### 2013年
2012年2月29日、北朝鮮は核実験、長距離ミサイルの発射と寧辺でのウラン濃縮を凍結すると発表した。さらに、新しい指導者は2009年に拒否した国際的な核査察官を招待した。オバマ政権はビスケットなど24万tの食糧支援を打診することで応じた。これは食糧支援は穀物でなければならないとした北朝鮮の以前の主張に柔軟に応じたものだった。
2013年1月24日、北朝鮮は主にアメリカの脅威に対抗する目的で3回目の核実験を行う計画があることを表明した。北朝鮮国防委員会は、「高次元の核実験は朝鮮人民の絶対的な敵であるアメリカが標的である」と表明した。アメリカのインテリジェンス・コミュニティは、2013年1月時点で、北朝鮮は現在の技術と資源でハワイを攻撃する能力があり、3年以内にアメリカ全土を攻撃する能力を獲得するだろうと信じている。ホワイトハウスは、北朝鮮の声明が「不必要に挑発的」であり、「さらなる挑発は平壌をさらに孤立させるだけだ」と宣言した。ジョン・ホプキンス大学の豊渓里核実験場先進国際研究所の米韓研究室は衛星写真を分析し、北朝鮮は脅迫だけではなく、実際に核実験を準備していることがわかった。北朝鮮の後の声明には、韓国が北に対する国連制裁に参加した場合、北朝鮮は「強力な物理的反撃を行う」とする韓国に対する直接的な脅迫も含まれていた。2013年に行われたギャラップ社の調査では、「もし北朝鮮が韓国を攻撃した場合、アメリカは韓国を防衛すべきであると答えたアメリカ人は55%であり、34%はそうすべきではないと答えた」ことが明らかになった。
2013年2月12日、北朝鮮は3回目の核実験を行った。

#### 2016年
2016年1月6日、北朝鮮は4回目の核実験を行った。また北朝鮮当局は、北朝鮮の科学者が核兵器の小型化に成功したと発表した。
2016年2月、アメリカ大統領のバラク・オバマは下院を通過し、ほぼ全会一致で上院の支持を得た2016年の北朝鮮制裁及び政策強化法（North Korea Sanctions and Policy Enhancement Act of 2016）を成立させた。Inquisitrは「2月、オバマ大統領は北朝鮮経済の成長に深刻な打撃を与える制裁について議会の承認を得たが、中国は制裁が北朝鮮の経済に障害を与えかねないと批判した」と伝えた。

#### 2017年
トランプ政権は北朝鮮の核及びミサイル開発についてアメリカに被害が及びかねないと警鐘を鳴らした。また、日本と韓国だけでなく中国やロシアにも支援への参加を求めた。
北朝鮮は6回目の核実験を行い、2017年9月3日には初の水爆実験を実施した。
2017年11月20日、トランプは北朝鮮をテロ支援国家に再指定したと公式発表した。
2017年12月、元統合参謀本部議長のマイケル・マレンはABCのジス・ウィークでマーサ・ラダッツのインタビューに答え、アメリカは外交的な解決はせず、北朝鮮はアメリカとの核戦争に近づいていると警告した。彼は「我々は実際に近づいており、私の意見では、我々がかつて経験したことがないほど、あの地域における北朝鮮との核戦争の可能性は高まっている」と述べた。

#### 2018年

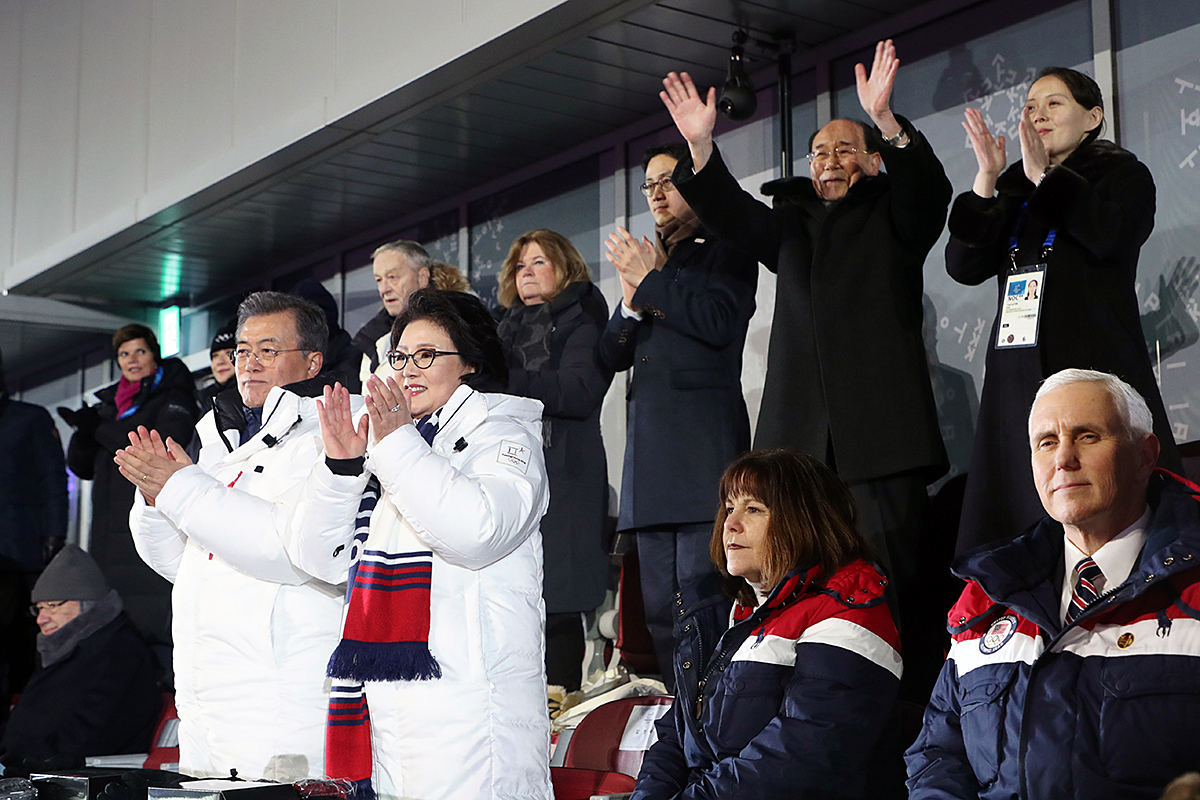
2018年平昌五輪に出席したアメリカ副大統領のマイク・ペンスと韓国大統領の文在寅、北朝鮮指導者の妹である金与正（右）

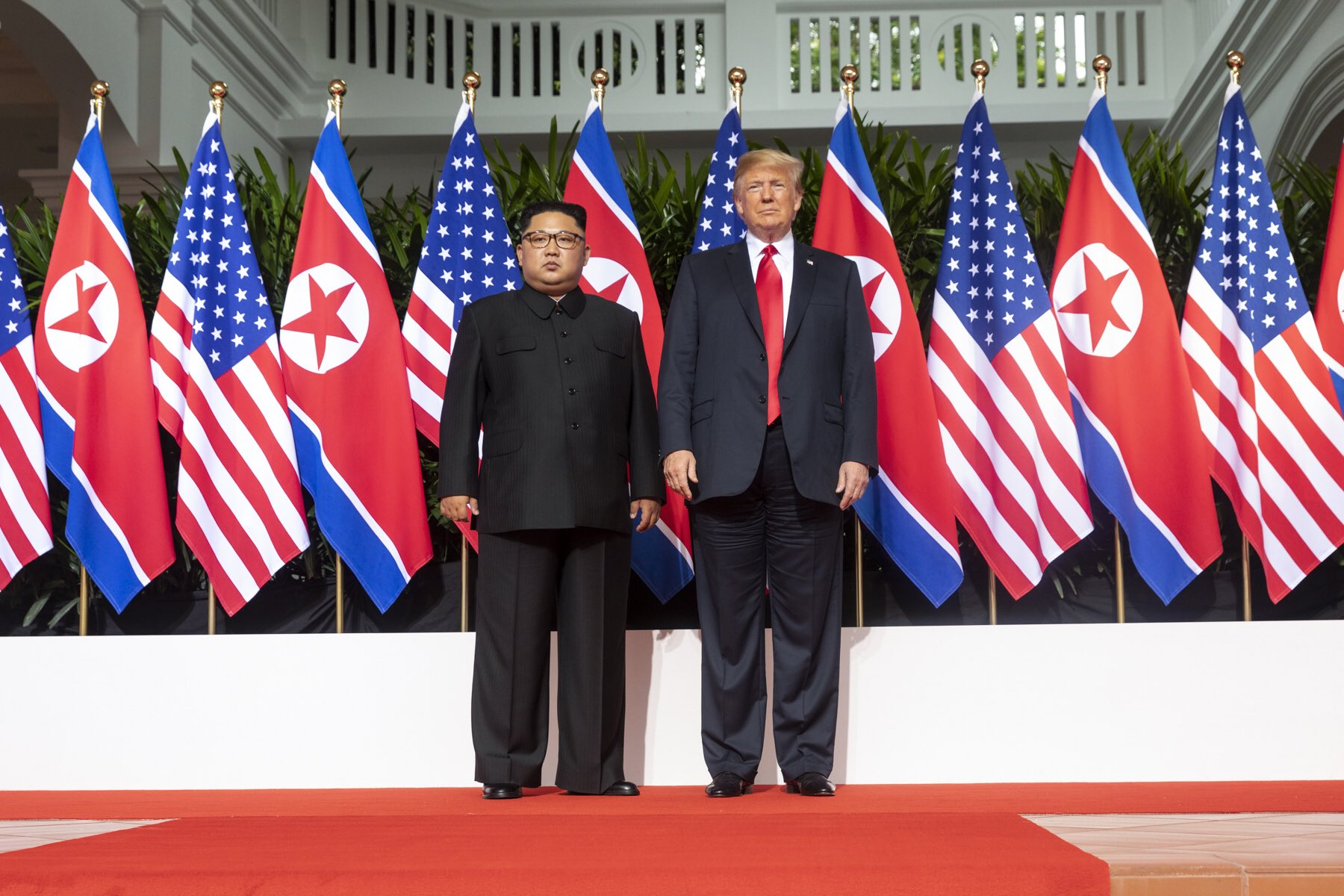
2018年6月に歴史的なトランプ・金会談が行われた

2018年2月15日、トランプ政権は北朝鮮の核開発問題に対して、先にメディアで報道されていたいわゆるブラッディー・ノーズ（鼻血）作戦を検討しているという憶測を否定した。東アジア・太平洋担当国務次官補のスーザン・ソーントンはトランプ政権の方針は北朝鮮核問題において、交渉するための経済制裁を通じて「最大限の圧力」をかけることだと確認した。しかしながら、ソーントンは軍事オプションはまだ「テーブル上」にあり、平壌はその核開発計画を「一方的にあるいはその他の方法で」あきらめざるを得ないだろうと繰り返し述べた。
2018年3月8日、ホワイトハウスはトランプが金正恩からの会談の招待を受け入れ、5月に行われる予定であることを確認した。ホワイトハウス報道官のサラ・サンダースは「その間、すべての制裁と最大限の圧力は維持されるだろう」と語った。
2018年5月24日、トランプは会談をキャンセルした。6月1日、トランプはそのキャンセルを翻し、首脳会談は6月12日に行われた。

## 北朝鮮に対する世論
ドナルド・トランプは就任以後北朝鮮の金正恩総書記と数々の侮辱のやり取りを行ってきた。トランプは、しばしばTwitter上で金正恩と現在の北朝鮮の状況について語っている。状況は深刻であり、多くのアメリカ人が懸念している。70%ものアメリカ人が北朝鮮はアメリカにとって深刻な脅威となっていると答え、14%が全く脅威ではないと答えた。多くのアメリカ人が危機に際してトランプに疑いを持ち、時に全く支持していない。多くのアメリカ人がトランプには現在の北朝鮮の状況を対処する能力に欠けていると考えている。アメリカ人は現在の北朝鮮の状況に対処する際にトランプよりアメリカ軍の指導者を信頼している。いまだに多くのアメリカ人がこの状況に対処するには誰がより好ましいか分からずにいる。アメリカ人は軍事行動にはまだためらいがあり、多くのアメリカ人が先制攻撃にまだ反対している。政府および軍の上層部はこの状況が軍事行動にエスカレートするとみているが、一部の人々はまだ平和的解決は可能であると望んでいる。アメリカは北朝鮮に対する制裁を継続している。
| 反応                       | 割合(%) |
| -------------------------- | ------- |
| 深刻な脅威である           | 70      |
| 脅威ではあるが深刻ではない | 13      |
| 脅威ではない               | 14      |
| 意見なし                   | 3       |

Q: ドナルド・トランプの北朝鮮に対する状況への対処をどの程度信頼しているか?
| 答え                 | 割合(%) |
| -------------------- | ------- |
| とても信頼している   | 23      |
| ある程度信頼している | 14      |
| 少しは信頼している   | 20      |
| 全く信頼していない   | 42      |
| 意見なし             | 1       |

Q: 北朝鮮の最高指導者金正恩総書記の北朝鮮の状況への対処をどの程度信頼しているか?
| 答え                 | 割合(%) |
| -------------------- | ------- |
| とても信頼している   | 4       |
| ある程度信頼している | 3       |
| 少しは信頼している   | 13      |
| 全く信頼していない   | 76      |
| 意見なし             | 3       |

Q: アメリカ軍の指導層の北朝鮮の状況への対処をどの程度信頼しているか?
| 答え                 | 割合(%) |
| -------------------- | ------- |
| とても信頼している   | 43      |
| ある程度信頼している | 29      |
| 少しは信頼している   | 20      |
| 全く信頼していない   | 7       |
| 意見なし             | 2       |

Q: 北朝鮮の核開発を断念させるために、北朝鮮に資金提供あるいは貿易などの形で経済的援助すべきか否か?
|                        | 賛成 | 反対 |
| ---------------------- | ---- | ---- |
| 成人による投票         | 32%  | 61%  |
| 登録済のすべての投票者 | 31%  | 63%  |

Q: 北朝鮮の核開発を断念させるために、北朝鮮の軍事施設を攻撃すべきか否か?
|                        | 賛成 | 反対 |
| ---------------------- | ---- | ---- |
| 成人による投票         | 39%  | 54%  |
| 登録済のすべての投票者 | 42%  | 52%  |

Q: 北朝鮮の核開発を断念させるために、アメリカが韓国との合同軍事演習を止めるべきか否か？
|                        | 賛成 | 反対 |
| ---------------------- | ---- | ---- |
| 成人による投票         | 43%  | 47%  |
| 登録済のすべての投票者 | 40%  | 51%  |

Q: 一般論として、アメリカは北朝鮮がアメリカまたは同盟国への攻撃が可能になる前に北朝鮮へ先制攻撃すべきか、あるいはアメリカは北朝鮮がアメリカまたは同盟国を攻撃した場合に限り北朝鮮に反撃すべきか？
|                        | アメリカは北朝鮮に先制攻撃すべきである | アメリカは北朝鮮が先制攻撃した場合に限り反撃すべきである |
| ---------------------- | -------------------------------------- | -------------------------------------------------------- |
| 成人による投票         | 23%                                    | 67%                                                      |
| 登録済のすべての投票者 | 22%                                    | 68%                                                      |

Q: もしアメリカが北朝鮮を先制攻撃した場合、東アジアで大規模な戦争が始まると思うか否か？もしそのリスクがある場合、そのリスクは大きいと思うか否か？（すべて成人による投票結果）?
| 答え                         | 割合(%) |
| ---------------------------- | ------- |
| リスクは大きい               | 69      |
| リスクはあるが、大きくはない | 13      |
| リスクはない                 | 13      |
| 意見なし                     | 5       |

しかしながら、アメリカ人は北朝鮮に対し防衛的または平和的傾向にあるが、ピュー・リサーチ・センターが2017年の春に実施したグローバル・アティチュード・サーベイではアメリカ人の多く（64%）がもし太平洋の同盟国（特に日本と韓国）が北朝鮮との軍事衝突になった場合、アメリカ軍による介入を期待しており、対照的に、30%のアメリカ人はそのような介入に反対している。平行的または比較的見地双方から、日本人と韓国人の多く（それぞれ82%と91%）もまた、北朝鮮による攻撃を受けた場合には、アメリカ軍による介入を期待している。